# 平庄镇
平庄镇，是中华人民共和国内蒙古自治区赤峰市元宝山区下辖的一个乡镇级行政单位。

## 行政区划
平庄镇下辖以下地区：
向阳村、新房身村、太平地村、北七家村、前七家村、五支箭村、毛家窝铺村、马架子村、兴隆庄村、黄安铺村、青山村、新景村、前进村、山前村、东六家村、敖汉窝铺村、什二脑村、下荒村、马蹄营子村、孤山子村、大三家村、山咀子村、水源村和岭上村。